# William Whittingham
William Whittingham (c. 1524–1579) fue un puritano inglés, un exiliado mariano y un traductor de la Biblia de Ginebra. Estaba bien conectado con los círculos alrededor de John Knox, Bullinger y Calvino, y resistió firmemente la continuación de la liturgia inglesa durante el exilio mariano.
Por fin, fue ordenado por los presbiterianos en Ginebra. A su regreso a Inglaterra, se convirtió en un conocido opositor a los ritos de la Iglesia de Inglaterra. A través del patrocinio del conde de Leicester, fue asignado al Decanato de Durham, pero en 1579 se inició la acción para privarlo de todas las órdenes sagradas debido a su ordenación presbiteriana. El proceso de privación estaba en proceso, cuando Whittingham murió en 1579. El registro completo de la cita y el juicio de Whittingham se puede encontrar en los Anales de Strype, II.ii., pp. 167, 168, 620.

## Primeros años
Nacido en Chester alrededor de 1524, fue hijo de William Whittingham, por su esposa, hija de Haughton of Hoghton Tower, Lancashire. En 1540, a la edad de dieciséis años, ingresó en Brasenose College, Oxford, donde se graduó B.A. y siendo elegido miembro de All Souls 'College en 1545. En 1547 se convirtió en estudiante principal de Christ Church, Oxford, que obtuvo el Máster en Administración Pública el 5 de febrero de 1547–8. El 17 de mayo de 1550, se le concedió permiso para viajar durante tres años para estudiar idiomas y derecho civil. Viajó a Francia, donde pasó la mayor parte del tiempo en la Universidad de Orleans, pero también visitó Lyon y estudió en París, donde el embajador inglés, Sir John Mason o Sir William Pickering utilizaron sus servicios como intérprete. Hacia el final de 1552, Whittingham visitó universidades en Alemania y Ginebra. Regresó brevemente a Inglaterra en mayo de 1553. Whittingham había adoptado opiniones radicales puritanas, pero la adhesión de la reina María, el regreso de las políticas eclesiásticas anglo-italianas de De Haeretico Comburendo en la forma de repatriación del cardenal polaco a Inglaterra, y las vulnerabilidades y responsabilidades asociado con las quemas por venir (por ejemplo, William Tyndale, 1536), las persecuciones anticipadas, interfirieron con las esperanzas de utilidad en labores ministeriales. Sin embargo, a fines de agosto, hizo intercesión, que finalmente fue exitosa, para la liberación de Pedro Mártir Vermigli; pero después de unas pocas semanas, él mismo salió de Inglaterra con dificultad a través de Dover a Francia.

## En Frankfurt
En la primavera de 1554, Frankfort fue el centro eclesiástico para los exiliados marianos ingleses en el continente, y Whittingham fue uno de los primeros en llegar a la ciudad el 27 de junio de 1554; Envió invitaciones a exiliados en otras ciudades para unirse a ellos. Sin embargo, pronto surgieron dificultades entre el partido liderado por Whittingham y John Knox, que trató de abolir todas las liturgias inglesas y adoptar el modo de adoración genevan y presbiteriano; y aquellos que intentaron retener los libros de oración anglicanos, en particular el segundo libro de oraciones de Eduardo VI. Whittingham fue uno de los nombrados para elaborar un libro de servicios. Obtuvo una carta de Juan Calvino, fechada el 18 de enero de 1555, que prevaleció; pero el compromiso adoptado fue perturbado por la llegada y las interrupciones del público de Richard Cox, un defensor intransigente del Libro de Oración Común de 1552. En la fiesta con Cox estaba John Jewel, el famoso obispo de Salisbury, quien se opuso resueltamente a Whittingham y Knox en su programa. En la lucha posterior entre las dos partes, Whittingham fue el principal partidario de Knox. Sin embargo, no logró evitar la expulsión de Knox de Frankfort el 26 de marzo; dio su apoyo a la forma de gobierno de la iglesia establecida en Frankfort bajo la influencia de Cox. Sin embargo, no estaba satisfecho con el resultado. Alrededor del 22 de septiembre de 1555, siguió a Knox a Ginebra, una verdadera colmena de becas en crecimiento y, con el tiempo, influencia internacional. Allí se ordenó a la manera presbiteriana.
Existe una narrativa del conflicto, casi presencial, publicada en 1575, titulada 'A Brieff Discours off the Troubles begonne en Franckford en Alemania, anno Domini 1554. Abowte the Booke off Common Prayer and Ceremonies, y continuada por los ingleses A pesar de Q. Maries Raigne, '1575. Los estudiosos recientes han argumentado que Whittingham es el autor de la narrativa.

## En Ginebra
El 16 de diciembre de 1555, y nuevamente en diciembre de 1556, Whittingham fue elegido un anciano presbiteriano; el 16 de diciembre de 1558, fue ordenado diácono y en 1559 sucedió a Knox como ministro presbiteriano ante la insistencia de Calvino. Tras la muerte de la reina María, la mayoría de los exiliados en Ginebra regresaron a Inglaterra, pero Whittingham se quedó para completar la traducción de la Biblia de Ginebra. Había trabajado con otros académicos en la revisión de ediciones anteriores en inglés: Tyndale's, Coverdale's, la Biblia de Thomas Matthew y otras versiones. Ya había producido una versión del Nuevo Testamento, que fue emitida en Ginebra por Conrad Badius el 10 de junio de 1557. También participó en las revisiones menores del Antiguo Testamento. Las notas críticas y explicativas fueron en gran parte textuales y explicativas. Fue impreso en Ginebra por Rowland Hall en 1560; Después de 1611, su popularidad no se perdió. Diez ediciones aparecieron entre esa fecha y 1640. Fue una versión influyente durante al menos cien años. Para el siglo XVII, a medida que las influencias laudianas ganaran ascendencia, todas las cosas de Genevan fueron condenadas. Además de la traducción de la Biblia, Whittingham emitió versiones métricas de algunos de los Salmos. Siete de estos fueron incluidos entre los cincuenta y un salmos publicados en Ginebra en 1556; otros fueron versiones revisadas de los salmos de Thomas Sternhold. Se adjuntó una representación métrica de los Diez Mandamientos por Whittingham. Se cree que otra edición de 1558, ahora perdida, contiene nueve salmos nuevos de Whittingham; estos fueron reimpresos en la edición de 1561, a la que Whittingham también contribuyó con una versión de la "Canción de Simeón" y dos de la Oración del Señor. Además de estos, Whittingham tradujo cuatro salmos en el salterio escocés. Estos no aparecen en ninguna edición en inglés. Whittingham revisó para la prensa el trabajo de Knox sobre la predestinación, publicado en Ginebra en 1560. Contribuyó con una epístola dedicatoria a "Cómo deben obedecerse los poderes superiores" de Christopher Goodman (Ginebra, 1558). Además, fue el traductor al latín de la «Breve Declaración de la Cena del Señor» del mártir Nicholas Ridley (Oxford, 1555); respecto a su traducción, un editor reciente de la Declaración comentó lo siguiente:
«...la versión latina, para un lector que ha aprendido a apreciar la noble combinación de valentía y decisión de Ridley con imparcialidad de pensamiento y moderación de expresión, es un estudio arduo. Su imprecisión la convierte más en una paráfrasis que en una versión; y esta imprecisión se manifiesta en gran medida en la traducción del inglés tranquilo de Ridley a una retórica amarga, o en adiciones bastante gratuitas y discutibles. Bastarán unos pocos ejemplos...»

## Regreso a Inglaterra
Whittingham se despidió oficialmente del consejo en Ginebra el 30 de mayo de 1560. En enero de 1561, fue designado para asistir a Francis Russell, II conde de Bedford durante su embajada ante el tribunal francés. En el año siguiente se convirtió en capellán de Ambrose Dudley, 3er conde de Warwick, ministro de Le Havre, y luego ocupado por los ingleses bajo Warwick. Él ganó la alabanza general; pero William Cecil se quejó de su falta de conformidad con el Libro de Oración Común en inglés. Debido al apoyo de Warwick y Robert Dudley, 1er conde de Leicester, otro simpatizante de los puritanos, Whittingham fue cotejado el 19 de julio de 1563 para el decanato de Durham. De acuerdo con su pasado, Whittingham tomó en serio sus deberes, realizando dos servicios al día, dedicando tiempo a su escuela de gramática y escuela de canciones, y música de la iglesia. Antes del estallido del Levantamiento del Norte en 1569, instó sin éxito a James Pilkington, el obispo de Durham, a poner a la ciudad en estado de defensa, pero tuvo más éxito en Newcastle, que resistió a los rebeldes. En 1572, cuando Lord Burghley se convirtió en señor tesorero, Whittingham fue sugerido, probablemente por Leicester, como su sucesor en el cargo de secretario. En 1577, Leicester también prometió ayuda a Whittingham para asegurar la sede de York o Durham, ambos vacantes; Pero Whittingham no presionó para preferir.

## Un decano de Durham
En 1564, Whittingham escribió una larga carta a Leicester en protesta por la "vestimenta de la antigua papa" y las asociaciones históricas con vestimentas y teología. Se negó a usar el soborno y hacer frente, y los procedimientos de los funcionarios de la Iglesia comenzaron en su contra en 1566. Whittingham finalmente cedió, siguiendo el moderador consejo de Calvin de no abandonar el ministerio por asuntos de orden externos y menores. En 1577, sin embargo, incurrió en la enemistad de Edwin Sandys, el nuevo arzobispo de York, al resistirse a su reclamo de visitar la Catedral de Durham. Según William Hutchinson, se había emitido una comisión en 1576 o 1577 para examinar las quejas en su contra. Pero esto resultó ineficaz porque el conde de Huntingdon y Matthew Hutton se pusieron del lado del decano contra el tercer comisionado, Sandys. Se emitió una nueva comisión el 14 de mayo de 1578. Esto incluyó a los tres ex comisionados y alrededor de una docena más. Los artículos contra Whittingham se imprimen a partir de los documentos estatales nacionales en 'Camden Miscellany'; el cargo de que 'él es difamado de adulterie' se ingresa como 'parcialmente probado' y el de la embriaguez como 'probado'; pero la acusación real contra Whittingham fue la supuesta inadecuación e invalidez de su ordenación en Ginebra. Admitió no haber sido ordenado según los ritos de la iglesia de Inglaterra. El arzobispo Sandys agregó además que Whittingham ni siquiera había sido ordenado válidamente ni siquiera según los estándares de Ginebra, sino que había sido elegido predicador sin la imposición de manos. Huntingdon repudió al Arzobispo y sugirió que se suspendiera el proceso contra Whittingham, argumentando que "no podía dejar de ser maltratado por todos los que los piadosos aprendieron tanto en casa como en todas las iglesias reformadas en el extranjero, que deberíamos permitir que los sacerdotes de masas poph en nuestro ministerio, y rechazo de los ministros hechos en una iglesia reformada". Sin embargo, el arzobispo Richard Bancroft, en "Posiciones peligrosas", se refirió a él como "después indignamente decano de Durham", y lo clasifica con Goodman, Gilby y otros puritanos. También lo hace Roger L'Estrange en su violento filipino, 'The Holy Cheat'. A medida que avanzaban los procedimientos para privar a Whittingham de las órdenes sagradas, fue recibido con muerte el 10 de junio de 1579. Fue enterrado en la Catedral de Durham, donde su tumba (irónicamente) fue destruida por los presbiterianos escoceses en 1640. Su testamento, fechado el 18 de abril de 1579, está impreso en "Durham Wills and Inventories" (Surtees Soc. Ii. 14–19).

## Familia
La esposa de Whittingham, Catherine, hija de Louis Jaqueman, probablemente no nació antes de 1535 y se casó con Whittingham el 15 de noviembre de 1556. Su hijo mayor, Zachary, fue bautizado el 17 de agosto de 1557, y su hija mayor, Susanna, el 11 de diciembre de 1558; ambos murieron jóvenes. Whittingham fue sobrevivido por dos hijos, Sir Timothy y Daniel, y cuatro hijas.